# Paullinia grandifolia
Paullinia grandifolia là một loài thực vật có hoa trong họ Bồ hòn. Loài này được Benth. ex Radlk. mô tả khoa học đầu tiên năm 1875.